# Parque Burle Marx
O Parque Burle Marx é um parque localizado no distrito de Vila Andrade, na região Sul da cidade de São Paulo, no Brasil. Diferentemente do Parque Ibirapuera, o mais conhecido da capital paulista, o Parque Burle Marx tem uma proposta mais contemplativa e não apenas de lazer e diversão. Sendo assim, o espaço não proporciona uma área para andar de bicicleta, skate ou jogar bola e animais de estimação não são permitidos. Isso se deve a sua importante função de preservar um trecho do que restou da Mata Atlântica paulista, assim como ocorre nos parques do Carmo e Anhanguera.
Foi inaugurado em 1995, depois de o arquiteto e paisagista Roberto Burle Marx finalizar seu projeto artístico para incorporar os jardins de uma casa, datada da década de 1950 e que nunca chegou a ser concluída, para ser aproveitados pelo futuro parque.
Com uma área aproximada de 138 mil metros quadrados, o parque conta com áreas de trilha (sendo três de diferentes tamanhos e dificuldades), o Bosque das Jabuticabeiras, a Região dos Lagos, um grande gramado central, playground, horta comunitária, estação de compostagem, espaço para piquenique e eventos, e algumas construções importantes para a história e a arquitetura nacionais, como a Casa de Taipa e Pilão, utilizada pelo “Ciclo Bandeirista”, e o Jardim Burle Marx — que é uma das principais atrações.
O parque é classificado como um parque municipal público, mas que conta com a administração da Fundação Aron Birmann — uma organização da Sociedade Civil de Interesse Público (OSCIP) que não visa a fins lucrativos —, que teve o direito de gerenciar o parque depois de firmar um convênio com a Prefeitura Municipal de São Paulo. Atualmente, a administração privada da Fundação mantém o parque a partir de recursos provenientes de eventos, venda de produtos, direitos de imagem, estacionamento, projetos e doações.

## História

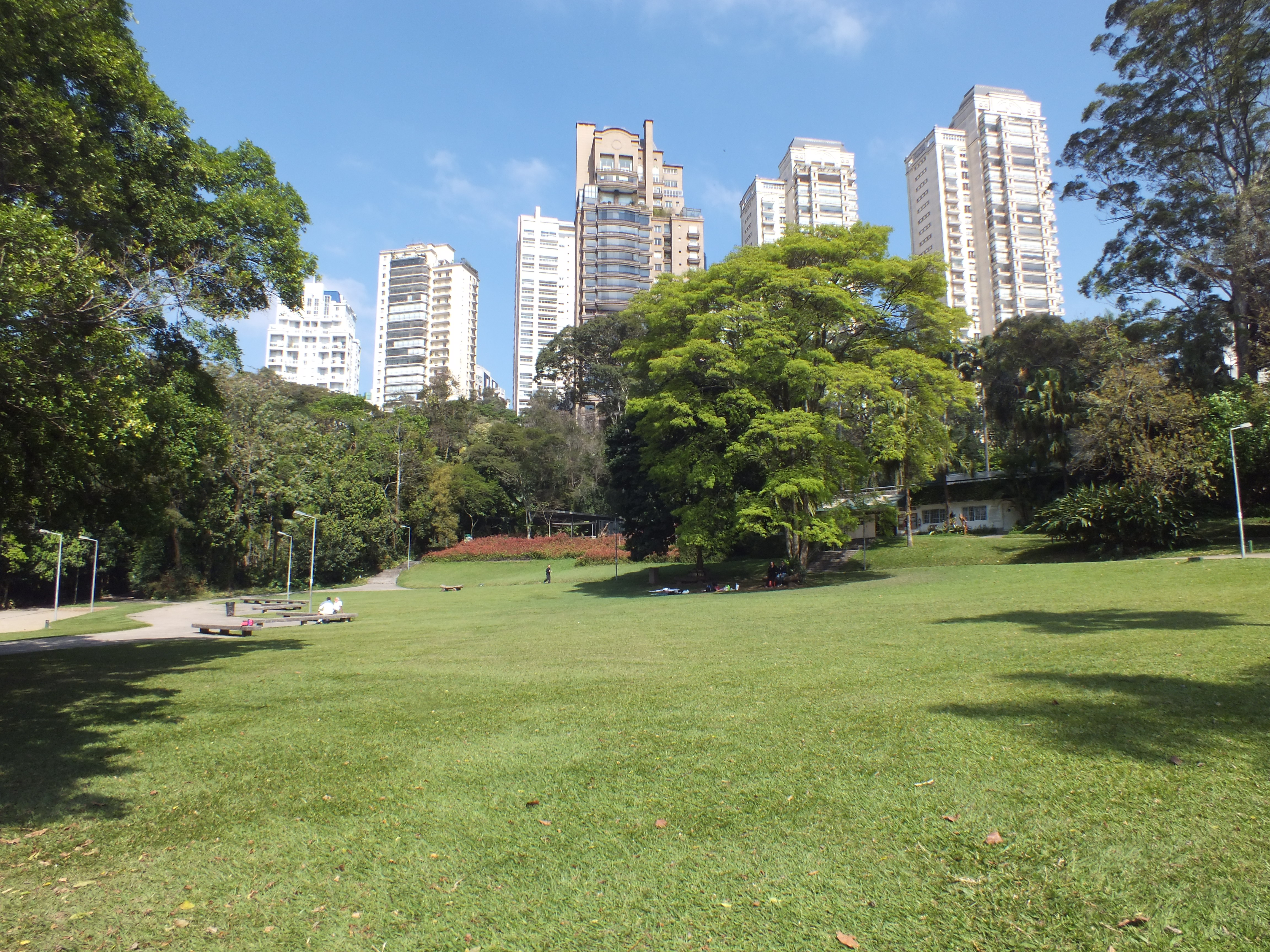
Gramado central do Parque Burle Marx

O Parque Burle Marx foi construído no terreno da antiga propriedade rural denominada Chácara Tangará — que contempla todo o bairro do Panamby —, que pertenceu ao empresário ítalo-brasileiro Francisco Matarazzo Pignatari, também conhecido por Baby Pignatari. Na década de 1940, Baby Pignatari decidiu construir uma mansão para morar com a princesa austríaca Ira von Furstenberg, com quem iria se casar. Para esse feito, o empresário contratou o arquiteto Oscar Niemeyer para projetar a casa e o arquiteto-paisagista Roberto Burle Marx para colocar em prática as ideias para os jardins da enorme residência.
A ideia de Baby era construir a maior casa de todo o Morumbi. Entretanto, o casamento com a princesa acabou antes da própria obra, e apenas o jardim foi finalizado. O fim do relacionamento fez com que a área ficasse abandonada por muitos anos, até que, no final dos anos 1980, acabou sendo leiloado e vendido para a Lubeca S/A Empreendimentos. Nesse período, a região já estava vivendo o início da expansão imobiliária, e a ideia da empresa, que atualmente se chama Panamby Empreendimentos Imobiliários, era construir um hotel e prédios comerciais. Contudo, a empresa foi impedida de realizar o projeto, depois de uma série de conflitos com grupos ambientalistas e de apelos da população para que o terreno não fosse loteado, já que a área se tratava de uma zona de proteção ambiental — em razão de ser um dos poucos lugares de São Paulo onde ainda há Mata Atlântica remanescente.
A presença de uma extensa área de mata preservada e os vestígios do trabalho paisagístico de Roberto Burle Marx fizeram com que, após o pedido de entidades e ambientalistas, fosse doado à prefeitura 29% do território da antiga Chácara Tangará para a criação do Parque Burle Marx. Com a implantação do parque no bairro, apareceu a oportunidade de o Jardim Burle Marx ser restaurado, após quase quarenta anos esquecido, e o escritório contratado para tal foi o do próprio arquiteto, que acompanhou de perto todo o trabalho realizado em 1992. Apesar da sua contribuição, o arquiteto-paisagista não chegou a ver a inauguração do parque, realizada em 1995, já que morrera em junho de 1994.
Assim que o parque foi criado, a Prefeitura resolveu testar uma forma de gerenciamento pioneira no país. Em vez de investir o dinheiro público para manter a área, ficou decidido que o gerenciamento do parque seria entregue para a iniciativa privada. Dessa forma, ficou combinado, por meio de um convênio, que a Fundação Aron Birmann se comprometeria com a administração do Parque Burle Marx, sem perder todas as vantagens de um parque público.

## O conjunto arquitetônico

### Jardim Burle Marx

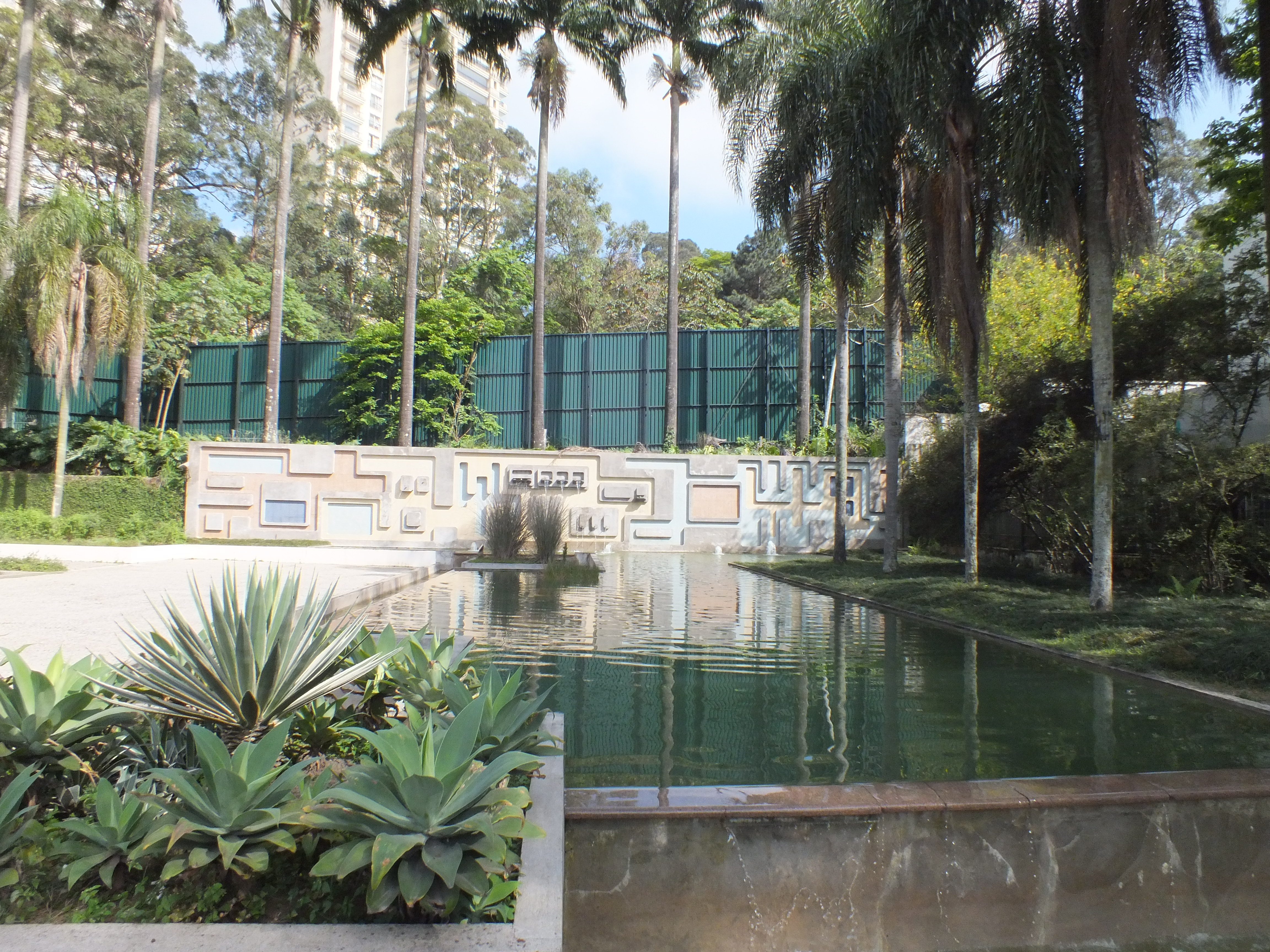
Painel de Concreto e Espelho'água do Jardim Burle Marx

Com aproximadamente quatro mil metros quadrados, o Jardim Burle Marx é formado por um conjunto de quinze palmeiras imperiais, plantadas lado a lado por toda a extensão do jardim; um gramado de aproximadamente setecentos metros, conhecido como Gramado Xadrez, devido à utilização de duas espécies de grama (a esmeralda e a Santo Agostinho Variegata), que dão a ideia de que estamos olhando para um tabuleiro de xadrez; a área do pergolado, que fica atrás do Gramado Xadrez; o espelho d’água e seu conjunto de fontes e cascatas; dois painéis de concreto esculpidos em alto relevo; e a área das árvores pau-ferro.
As copas com formas variadas compõem planos de teto, em que se permitem graus de iluminação diversos. As copas garantem o sombreamento de algumas áreas, enquanto outras estão mais expostas à iluminação natural. Os troncos e copas são características marcantes do trabalho de Burle Marx.
O espaço, instalado em 1950 e restaurado em 1991, é considerado patrimônio histórico-cultural de grande importância para a cidade de São Paulo, por ser uma obra de um dos mais renomados paisagistas brasileiros e também por ser um belo exemplo de valorização e conservação de bens culturais urbanos.

### Casa de Taipa e Pilão

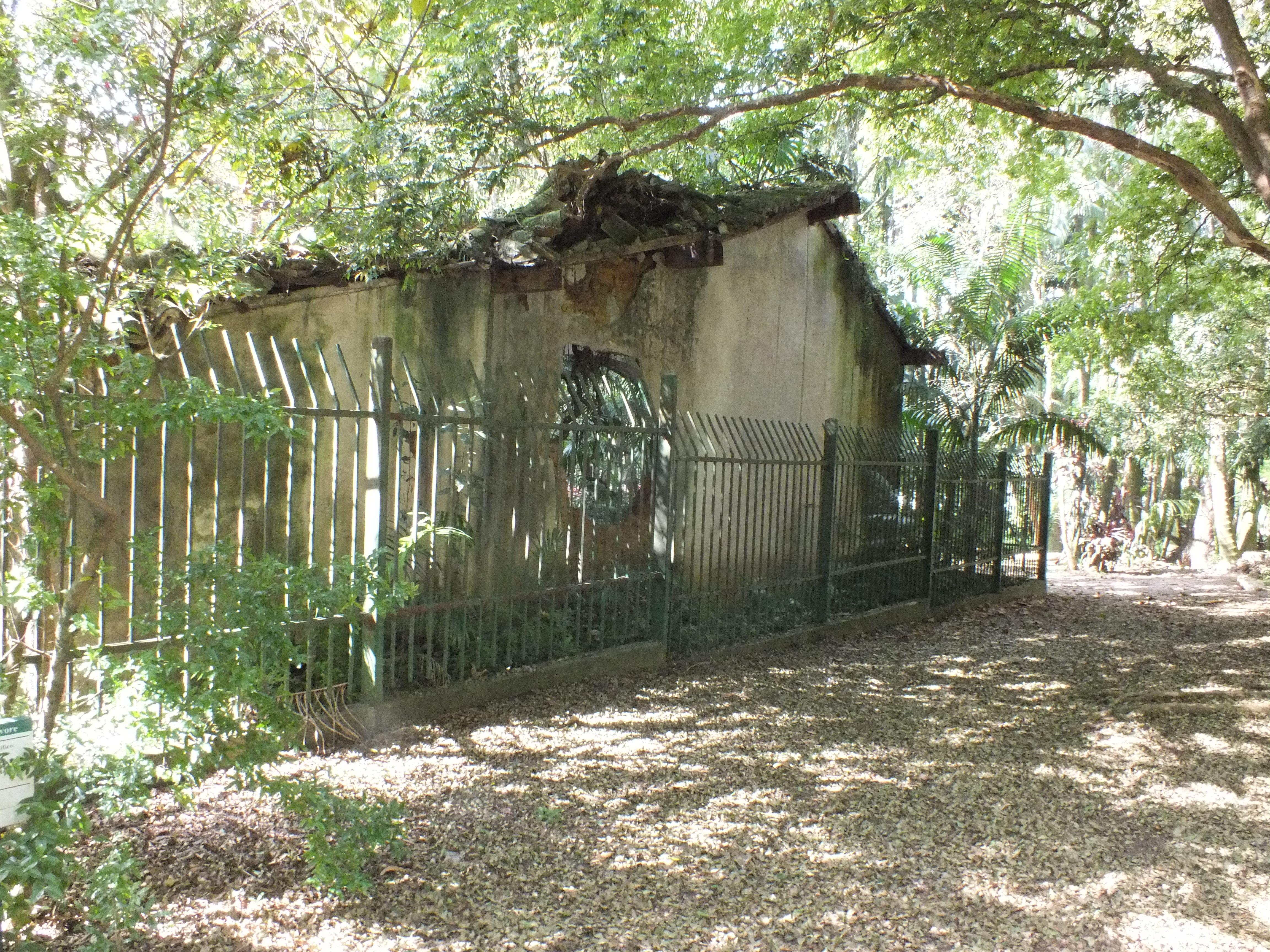
Casa de Taipa e Pilão

A Casa de Taipa e Pilão é outro atrativo histórico do parque. Datada do século XIX, a casa foi construída por meio de um processo de edificação milenar trazido pelos portugueses durante a colonização. A casa tem uma grande importância histórico-cultural por retratar uma fase da história nacional conhecida como “Ciclo Bandeirista” e também por ter sido habitada durante um período pelo próprio Baby Pignatari.

## Significado histórico e cultural

### Processo de tombamento
O Parque Burle Marx teve seu tombamento concretizado pelo Conselho Municipal de Preservação do Patrimônio Histórico, Cultural e Ambiental da cidade de São Paulo (CONPRESP), em 16 de dezembro de 1992. Apesar de a área denominada Chácara Tangará ter aproximadamente 715 mil metros quadrados, ficou acertado pela resolução número 48/92 que ficariam tombadas apenas as áreas do jardim projetado por Roberto Burle Marx e duas manchas de mata nativa da Mata Atlântica paulista que se encontram em melhor estado de conservação.
A ideia de tombar o parque veio à tona depois de o terreno conhecido por Chácara Tangará ser comprado pela Lubeca S/A Empreendimentos. A ideia da empresa era urbanizar a área, conhecida por ser muito arborizada, construindo prédios comerciais e um hotel. Não demorou muito para que o projeto fosse criticado por ambientalistas e entidades de preservação, criando uma série de conflitos e dificultando o andamento da construção. Depois de muita negociação com a Prefeitura, o plano da empresa foi deixado de lado, sendo iniciado o posicionamento do CONDEPHAAT para tombar o bem histórico-cultural.

## Estado atual

### Preservação
Atualmente, o parque está bem conservado e chegou a ser eleito por um estudo realizado pelo Sindicato Nacional das Empresas de Arquitetura e Engenharia Consultiva (Sinaenco), em 2009, como o melhor parque da cidade, deixando em segundo lugar o Parque do Ibirapuera e o Parque da Juventude. O sindicato utilizou para avaliação as condições de manutenção e conservação de cada parque, considerando oito itens: vegetação, acessibilidade, playgrounds, quadras esportivas e pistas esportivas, equipamentos de ginástica, banheiros e bebedouros.

### Fauna e flora

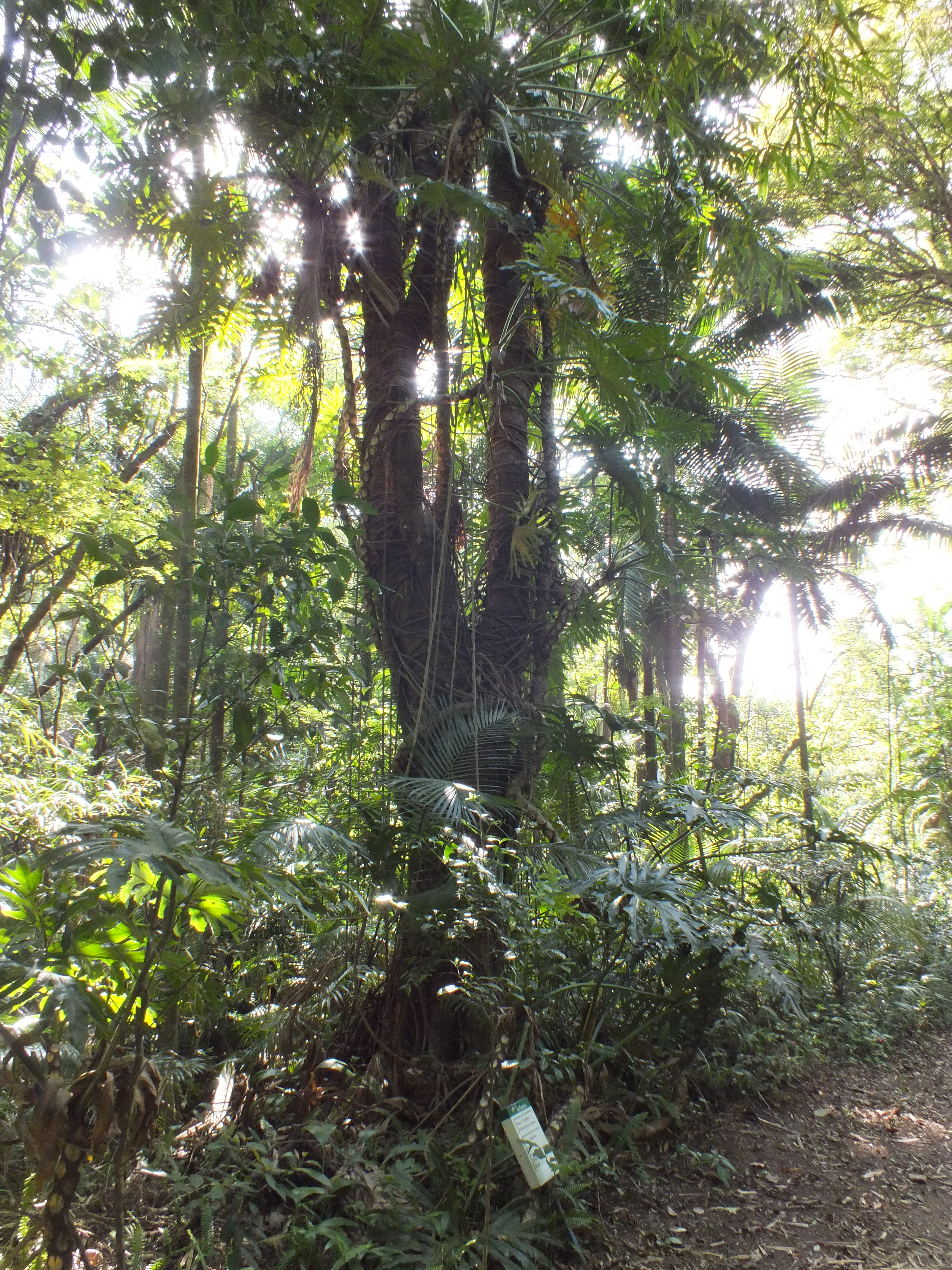
Mata Atlântica remanescente

Com uma área de aproximadamente 168 mil metros quadrados, é possível encontrar no Parque Burle Marx uma rica biodiversidade descendente do trabalho de preservação da Mata Atlântica paulista. Dessa forma, o parque é um recanto para mais de noventa espécie de animais silvestres, como o gambá-de-orelha-preta, o lagarto teiú, o martim-pescador-grande e o pavão-do-mato (também conhecido como pavó), que está na lista dos animais em risco de extinção. Além da área da mata, a flora do parque é composta por áreas ajardinadas, que vão desde o plantio de palmeiras imperiais até abacateiros e pau-brasil, e pelo reflorestamento de eucaliptos.
O parque também incentiva a observação de aves, ou no termo oficial inglês "BirdWatching", uma atividade que consiste em observar as mais variadas espécies de aves, sem intervir em seu ambiente ou comportamento. Essa atitude auxilia na instrução sobre as aves e a biodiversidade do local, promovendo a conscientização em relação a preservação ambiental. Os visitantes podem, portanto, contemplar características únicas de aves como o gavião-peneira e o gavião-carijó, além das belas plumas coloridas exibidas pelas espécies saíra-sete-cores, saíra-da-mata, gaturamos, saí-azul, tié-sangue e saíra-viúva. Devido ao crescente sucesso da prática do "BirdWatching", o parque adicionou em seu site oficial a seção Burle Aves, que consiste em uma galeria de fotos das aves do parque, compartilhadas pelos observadores que desejam propagar o conhecimento adquirido por meio da atividade.

### Atividades
Atualmente, o parque conta com alguns projetos e iniciativas para atrair o público. O mais conhecido deles é a Feira Orgânica no Parque, que funciona todos os sábados das 7 às 13 horas. A feira, inaugurada em outubro de 2011, foi a primeira da cidade a vender apenas produtos orgânicos. O parque também conta com uma horta comunitária, sendo um projeto aberto a todos interessados, incluindo crianças e alunos de escolas, formulado pelo SENAC de Santo Amaro, em parceria com a Fundação Aron Birmann, com o intuito de incentivar o contato humano com a natureza e impulsionar o consumo de alimentos orgânicos. Voluntários e apoiadores doam sementes e mudas para manter a horta.
Abriu recentemente no parque um espaço para food trucks. Os carrinhos de comida ficam no parque todos os sábados e domingos, inclusive feriados, das 10 às 18 horas. Além disso, estão disponíveis atividades gratuitas, que vão desde aulas de golfe, tai chi chuan e yam yoga até crossfit e técnicas de aquarela. O parque também conta com atividades de zumba e ritmos de salão todos os domingos.
Existe ainda o projeto Circuito Artístico de Parklets, que trouxe oito parklets temáticos, com a proposta de interação do público, com atividades voltadas para academia, meditação, música e playground, entre outros destaques. O projeto foi criado por cinco artistas e coletivos de arte brasileiros: Bijari, Binho Ribeiro, Matias Picón, Douglas Okura e SHN/Coletivo Rua.
O parque também conta com a disponibilidade de uma área de piquenique. Este local é destinado à alimentação de todos os frequentadores do parque, sendo assim, não é permitido a realização de festas ou encontros com mais de 5 pessoas.
As trilhas para caminhada e jogging no interior da mata são grandes diferenciais do parque. Os caminhos circundam os lagos e levam o usuário a uma experiência sensorial dentro da mata, com direito a observação de uma diversidade de animais e espécies arbóreas e herbáceas. A trilha A, "dos lagos", possui 350 metros e é aconselhada para iniciantes, por ser mais plana; já a B, "da nascente", possui 850 metros e um declive leve; e a trilha C, "dos macacos", possui 1 050 metros e é aconselhada para pessoas com bom preparo físico, por apresentar alta declividade.

### Palácio Tangará
Após o fracasso do casamento de Baby Pignatari, a construção da maior casa do Morumbi, com o Parque Burle Marx como quintal foi paralisada, ficando inacabada. Com 27 mil metros quadrados de área construída no meio do bosque, o casarão inacabado tinha as portas trancadas por cadeados, acumulando limo e sujeira em sua fachada. A construção foi reformada pelo grupo alemão Oetker Collection, que o transformou em um hotel seis estrelas, que foi inaugurado no segundo trimestre de 2017. De acordo com a Prefeitura de São Paulo, o projeto não faz parte do Burle Marx – o terreno em que o hotel inacabado está localizado, ao lado da área pública, acabou se confundindo com o espaço do parque porque a construção ficou parada. A área do Parque Burle Marx foi doada à cidade pelo Banco Brascan, proprietário original do terreno.

## Localização e funcionamento
O Parque Burle Marx localiza-se no bairro do Panamby e tem apenas duas entradas, sendo uma principal — localizada na Avenida Dona Helena Pereira de Moraes, destinada a pedestres — e outra próxima à saída da Marginal Pinheiros para o Panamby, conectada com o estacionamento do local.
Ambas as entradas ficam abertas todos os dias das 7 às 19 horas. A entrada para o parque é gratuita. O estacionamento do espaço é pago, com o dinheiro arrecadado sendo totalmente revertido para a manutenção do parque.

## Galeria

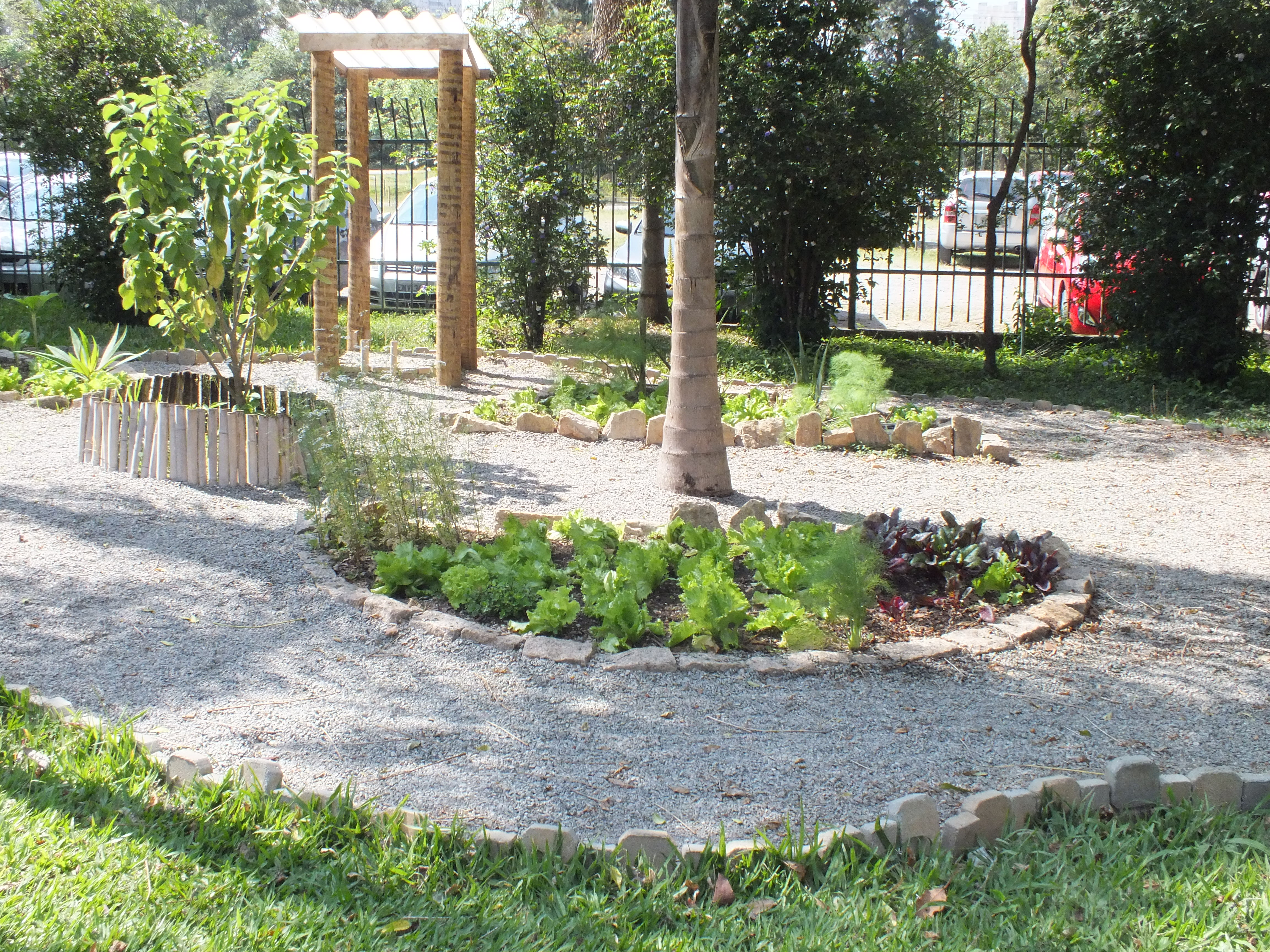
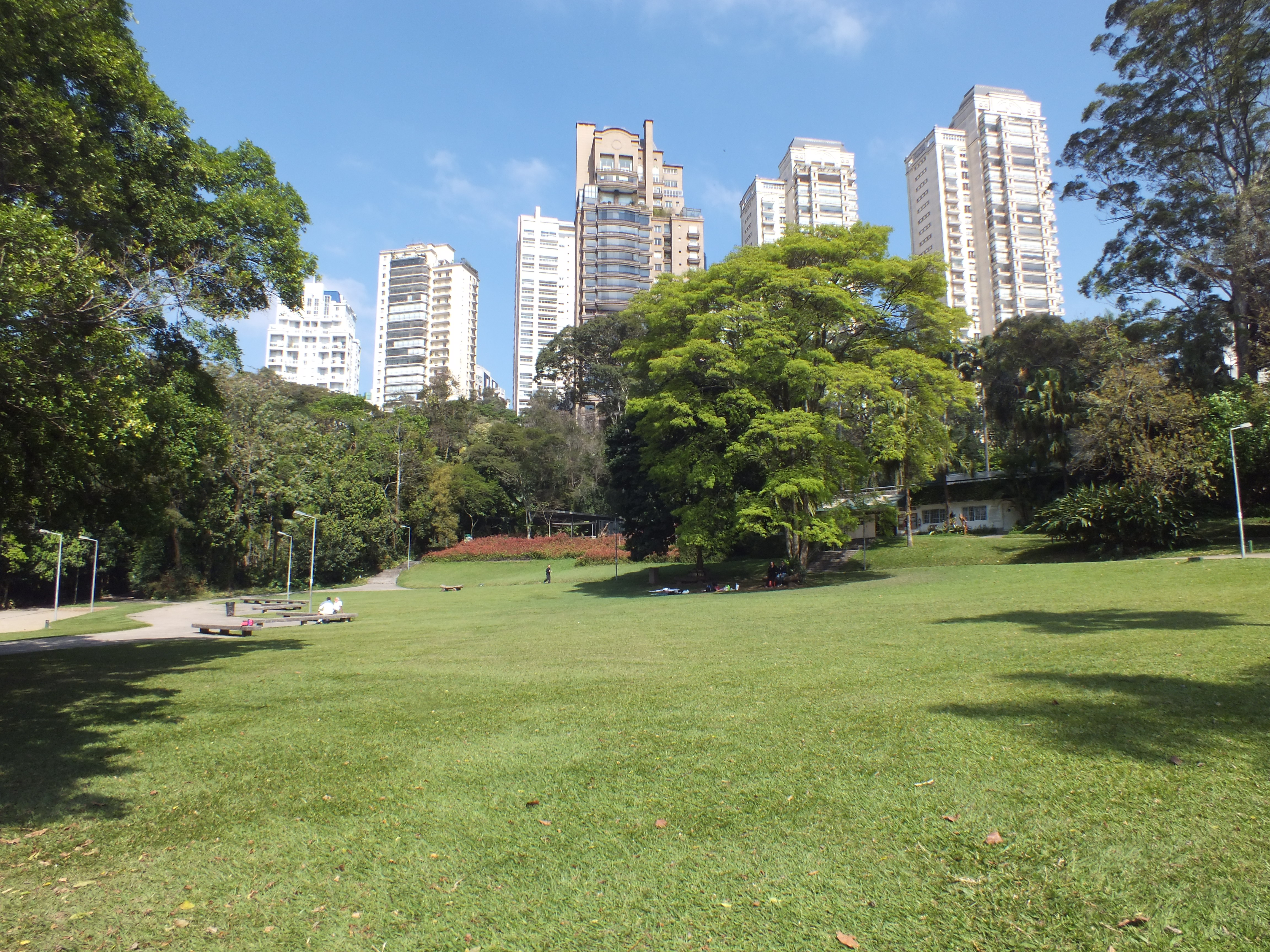
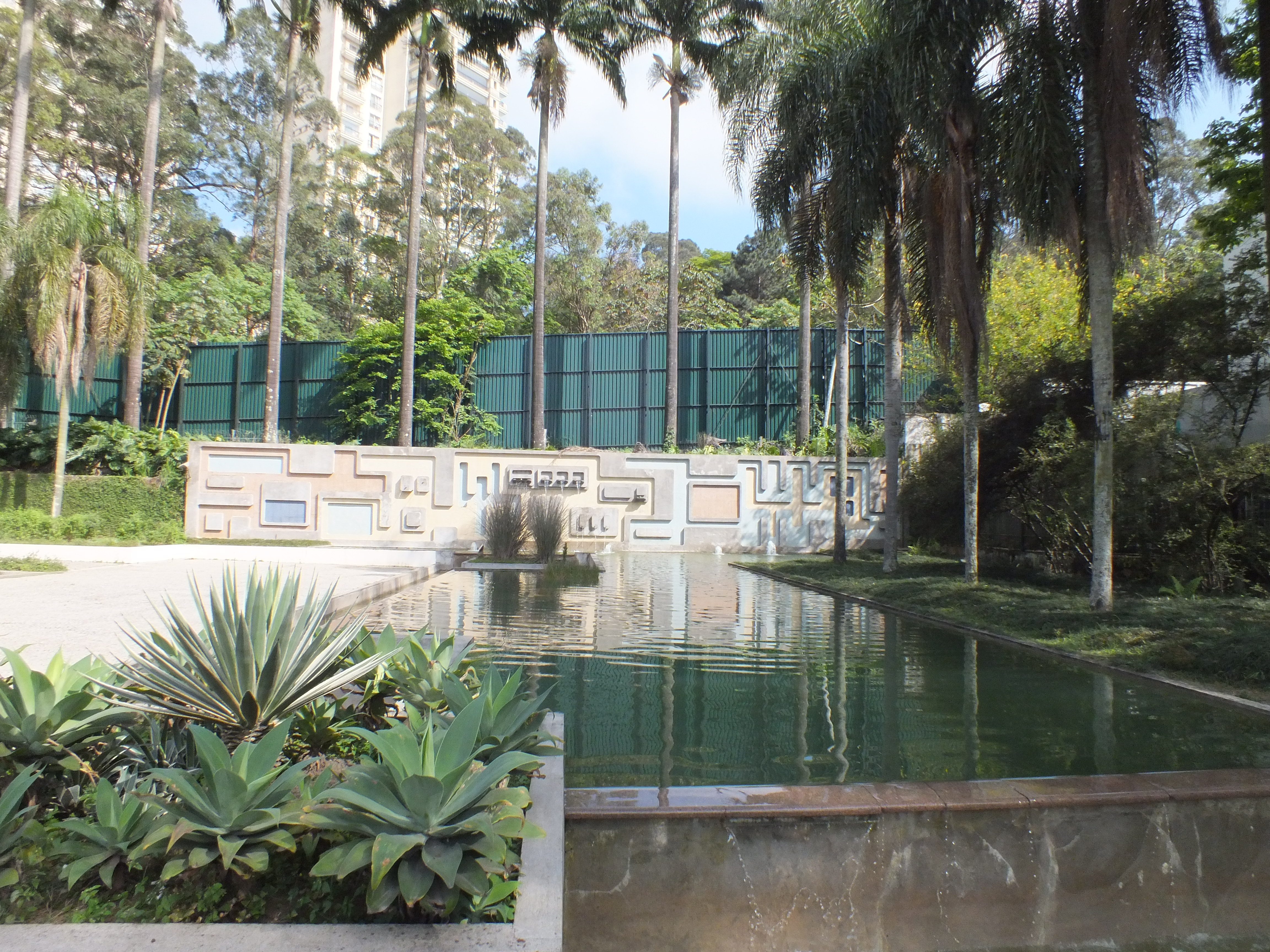
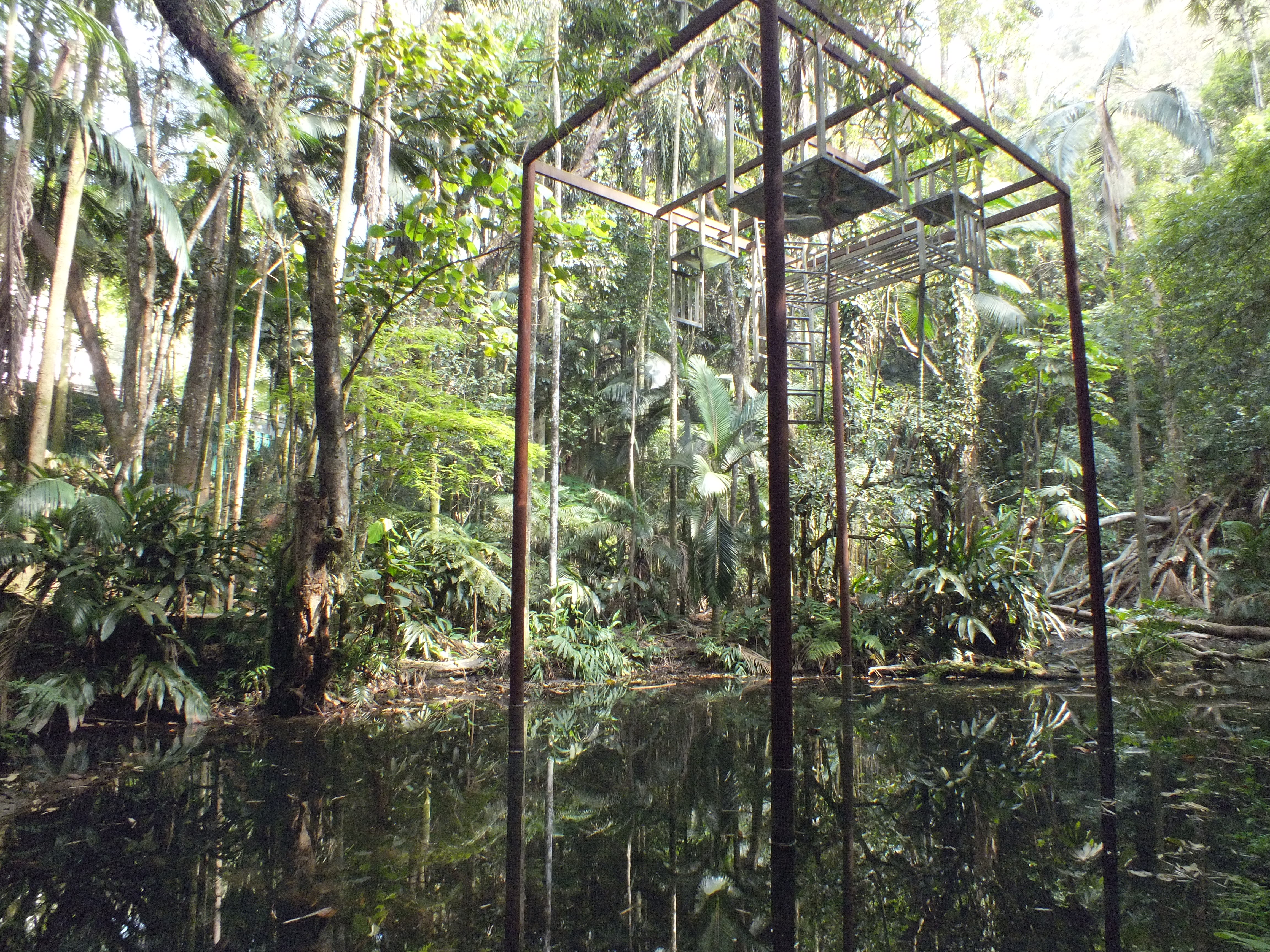
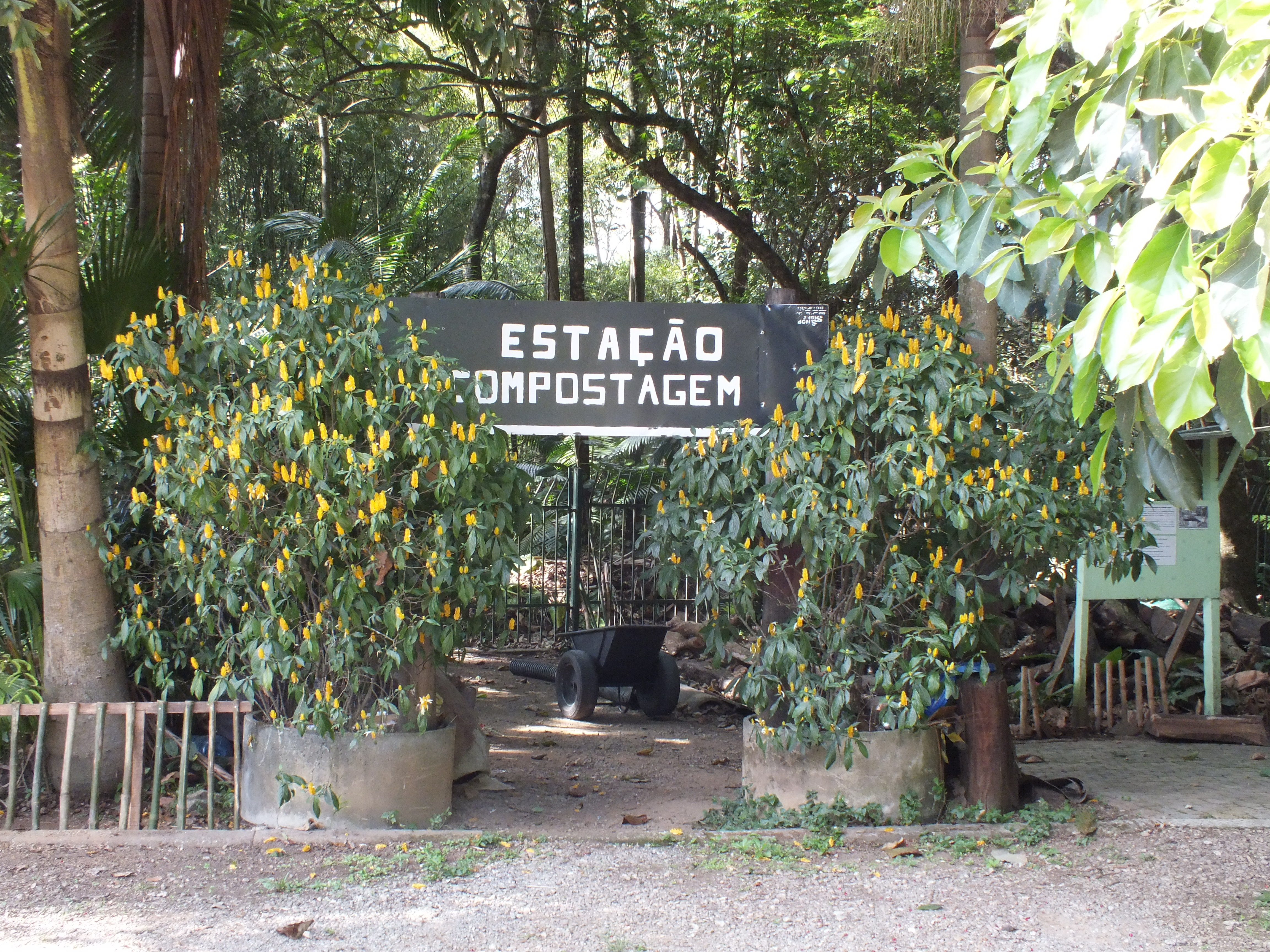
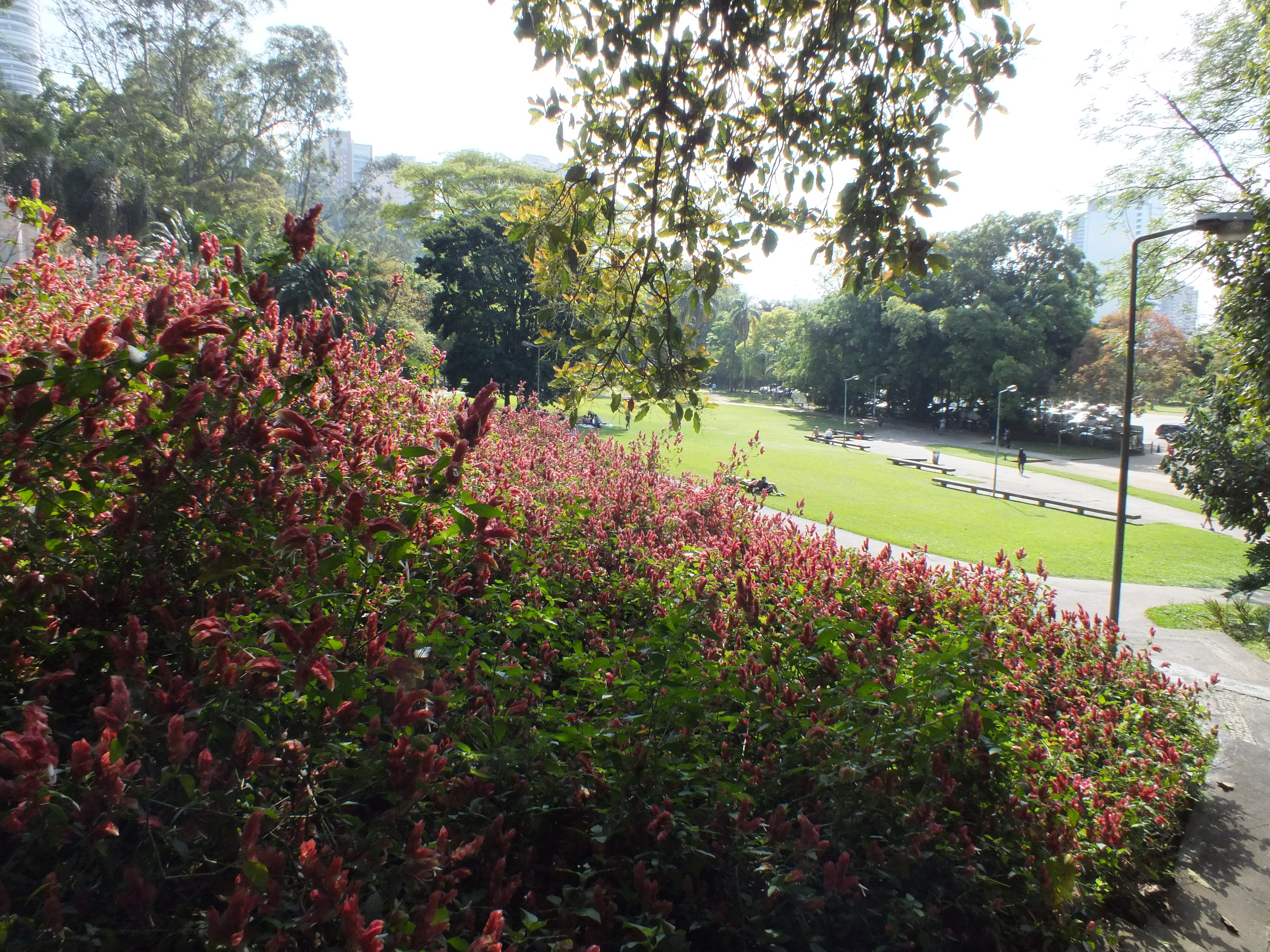